# Vanderhorstia papilio
Vanderhorstia papilio is een straalvinnige vissensoort uit de familie van grondels (Gobiidae). De wetenschappelijke naam van de soort is voor het eerst geldig gepubliceerd in 2004 door Shibukawa & Suzuki.